# Walter Alexander Strauss
Walter Alexander Strauss (geboren 28. Oktober 1937 in Aachen) ist ein US-amerikanischer Mathematiker und Hochschullehrer.

## Leben
Walter Alexander Strauss ist ein Sohn des Maklers Karl Strauss und der Johanna Goldschmidt, sein 1936 geborener Bruder Herbert Leopold Strauss wurde Physikochemiker. Strauss’ Mutter floh 1939 mit den Kindern nach England, sein Vater wurde 1939 von den Nationalsozialisten verhaftet und emigrierte nach der Haftentlassung ebenfalls nach England. Gemeinsam glückte ihnen 1940 die Überfahrt in die USA.
Strauss wuchs in Queens auf. Er studierte Mathematik an der Columbia University, machte 1958 einen B.A. und 1959 einen M.S. an der University of Chicago und wurde 1962 am Massachusetts Institute of Technology bei Irving Segal mit einer Arbeit über hyperbolische Funktionen promoviert. Als Postdoktorand ging er an die Sorbonne.
Strauss wurde 1963 Assistant Professor an der Stanford University und wechselte 1966 an die Brown University, an der er 1971 zum Full Professor ernannt wurde. Er heiratete 1967 die Biologin Phyllis Romanow, sie haben zwei Kinder.
2013 wurde Strauss in die American Academy of Arts and Sciences gewählt.

## Schriften (Auswahl)
- Scattering for hyperbolic equations. Massachusetts Institute of Technology, Dept. of Mathematics, 1962
- Nonlinear wave equations. Providence: American Mathematical Society, 1989
- Partial differential equations : an introduction. New York: Wiley, 1992
  - Partielle Differentialgleichungen : eine Einführung. Übersetzung Helmut Salzmann. Braunschweig : Vieweg, 1995